# Bathylinyphia maior
Bathylinyphia maior är en spindelart som först beskrevs av Kulczynski 1885.  Bathylinyphia maior ingår i släktet Bathylinyphia och familjen täckvävarspindlar. Inga underarter finns listade.